# Śródpiersie owadów

Śródpiersie muchówki oznaczone liczbą 8

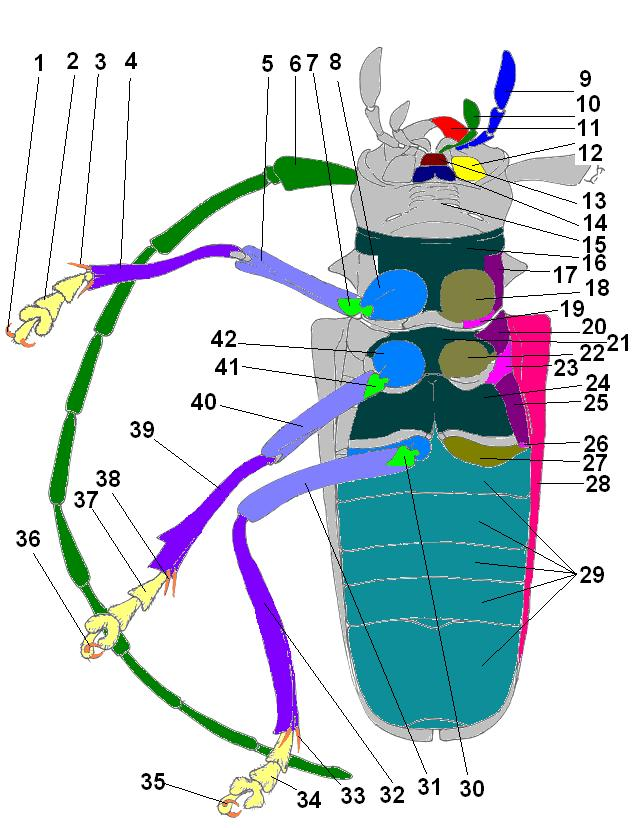
Śródpiersie kózki oznaczone liczbą 21

Śródpiersie (łac. mesosternum) – sternum czyli brzuszny skleryt śródtułowia owadów. Określenie używane również ogólnie na brzuszną stronę śródtułowia.
W skład śródpiersia wchodzić może eusternum i położone za nim spinasternum, jednak płytki te mogą być ze sobą zlane. Z eusternum śródtułowia wyrastają apofizy sternalne, które mogą być wykształcone w mesofurca. Eusternum podzielone może być na przednie basisternum i tylne sternellum lub furcasternum. Linię podziału może stanowić od wewnątrz sternocosta, której na zewnątrz odpowiada szew sternakostalny. Przednia część eusternum śródtułowia może być oddzielona przez szew presternalny, tworząc presternum śródtułowia.
U błonkówek właściwe śródpiersie, czyli brzuszny skleryt śródtułowia, jest z zewnątrz niewidoczne, prawdopodobnie wskutek inwaginacji do wnętrza tułowia. Terminu śródpiersie (mesosternum) używa się u nich na określenie brzusznej części mesopleurosternum, położonej poniżej szwów transepisternalnych, o ile są one widoczne.
U chrząszczy właściwe śródpiersie uległo całkowitej internalizacji, natomiast brzuszna płytka śródtułowia powstaje przez zrośnięcie preepisternum i katepisternum i oddzielona jest od anepisternum szwem anapleuralnym. Przód śródpiersia oddzielony jest zwykle przewężeniem i nosi nazwę prepectus. Ze względu na brak homologii między takim śródpiersiem a właściwym mesosternum określa się je jako mesowentryt (mesoventrite).
U muchówek dobrze wykształcone śródpiersie występuje rzadko, spotykane jest u prymitywnych muchówek długoczułkich oraz u Hippoboscidae, Nycteribiidae i Braulidae. Zwykle dzieli się ono na prosternit śródtułowia, mezosternit śródtułowia i metasternit śródtułowia.